# Kalanchoe boranae
Kalanchoe boranae és una espècie de planta suculenta del gènere Kalanchoe, de la família de les Crassulaceae.

## Descripció
És un arbust glabre perenne de fins a 2 m d'alçada.
Les fulles són peciolades, verdes, lleugerament pruïnoses, pecíol terete, acanalades a l'anvers, eixamplades a la base, de color púrpura, de fins a 7 cm de llarg, làmina oblong-ovada a subcordada, de fins a 30 cm de llarg i 15 cm d'ample, punta aguda, base truncada a subcordada, marges crenats o doblement crenat.
Les inflorescències són cimes paniculades, de 50 x 30 cm, pedicels de 9 a 15 mm.
Les flors són erectes, tub de calze de 0,5 a 1 mm, sèpals estretament lanceolats, de 7 a 13 mm de llarg i de 1,5 a 2,5 mm d'ample, tub de corol·la de 17 a 19 mm, verd groguenc, pètals de 9 a 10 mm de llarg i de 5 a 6,5 mm d'ample, estams superiors o grocs sobresortints, anteres de 1,3 a 1,5 mm, amb glàndula apical.

## Distribució
Planta endèmica del nord-est de Kènia. Creix en llocs rocosos secs, de 930 a 1450 m d'altitud.

## Taxonomia
Kalanchoe boranae va ser descrita per Raadts i publicada a Willdenowia 13: 378, f. 2a, 3a. 1983.

### Etimologia
Kalanchoe: nom genèric que deriva de la paraula cantonesa "Kalan Chauhuy", 伽藍菜 que significa 'allò que cau i creix'.
boranae: epítet que fa referència al grup ètnic Boran que habita la regió on es troba aquesta planta a Kènia.